# Tiszatarján
Tiszatarján é um município da Hungria, situado no condado de Borsod-Abaúj-Zemplén. Tem 40,39 km² de área e sua população em 2015 foi estimada em 1.437 habitantes.